# Miriam Orleska
Miriam Orleska (yiddish : מרים אָרלעסקאָ ; née en 1900 à Varsovie et morte en 1943 au camp d'extermination de Treblinka) est une actrice au théâtre yiddish de Vilna (aujourd'hui Vilnius), mieux connue pour son rôle de Leah dans Le Dibbouk de Shalom Anski.

## Biographie
Orleska commence le théâtre à un jeune âge et joue le rôle de David dans une production de Mitn shtrom de Sholem Asch lors de sa dernière année au Gymnasium. Elle étudie le théâtre à l'Instytucie Pedagogicznym w Warszawie (Institut pédagogique de Varsovie) et à la Warszawska Szkola Dramatyczna (École d'art dramatique de Varsovie) sous l'égide d'Helena Hryniewiecka, Antoni Bednarczyk (pl) et Aleksander Zelwerowicz. Orleska aide ensuite à fonder la troupe de Vilna en 1919, avec laquelle elle joue en Pologne, en Roumanie, en France, en Allemagne, aux Pays-Bas, en Belgique et en Angleterre. Elle y interprète des rôles dans Jour et Nuit de S. Ansky, Griene Felder de Peretz Hirschbein et Die Puste Kretshme, une adaptation théâtrale de The Bloody Hoax de Cholem Aleikhem, et des versions yiddish d’Uriel Acosta de Karl Gutzkow, Liebeleu d'Arthur Schnitzler, L'Avare de Molière et Tous les enfants du Bon Dieu ont des ailes d'Eugene O'Neill.
Orleska est surtout connu pour avoir joué Leah lors de la première mondiale du Dibbouk de S. Ansky en 1920. Pour ce rôle, Robert Musil décrit Orleska comme « la plus belle actrice depuis que Duse est apparue sur la scène » et ajoute : « On souhaite voir cette actrice dans un grand rôle sur la scène européenne, peut-être Desdemona ». 
Pendant l'Holocauste, Orleska joue au Théâtre Femina du ghetto de Varsovie et plus tard au Nowy Teatr Kameralny en polonais. Elle travaille également avec Aleynhilf, l'organisation de protection sociale la plus importante du ghetto. Elle est tuée au camp d'extermination de Treblinka en 1943, avec son mari Mordechai Mazo.